# Acchiappasogni

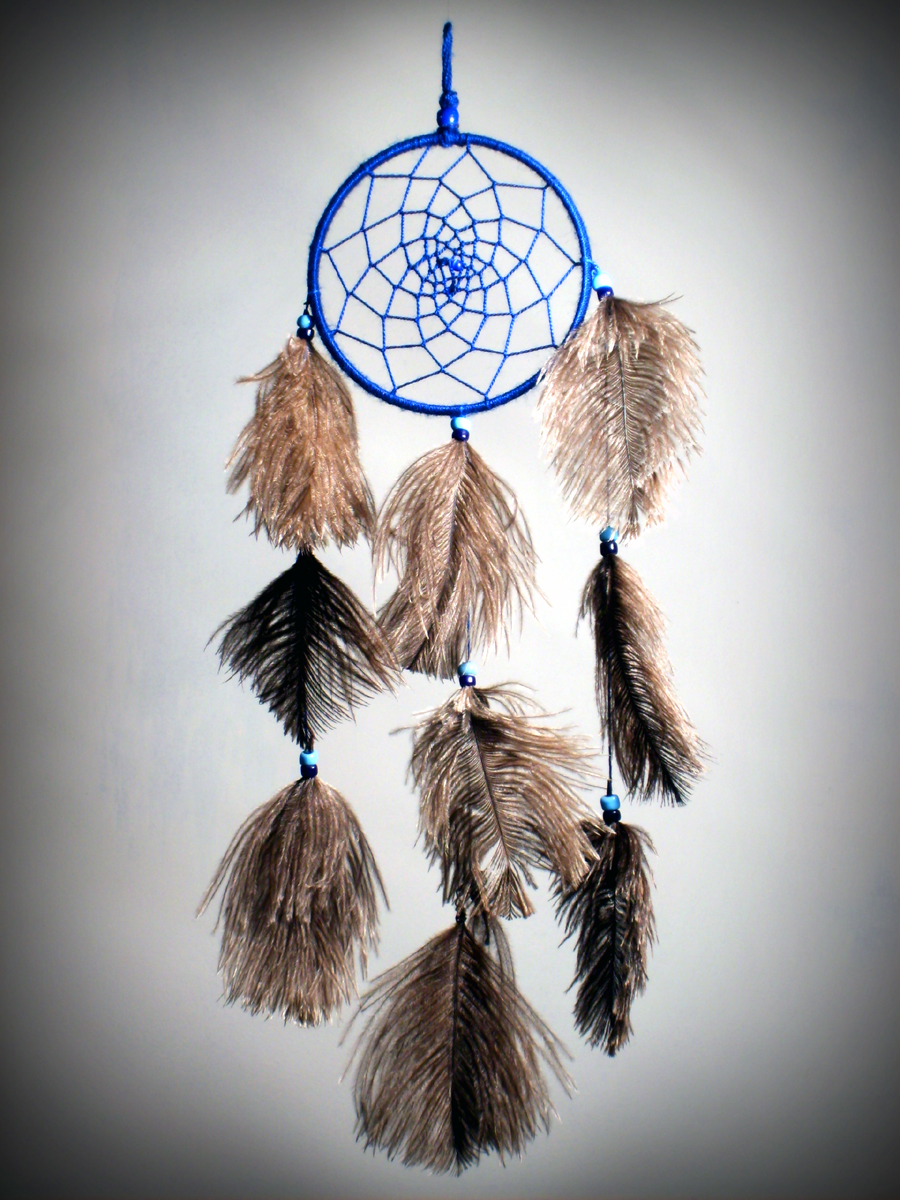
Un esemplare di acchiappasogni

L'acchiappasogni (in inglese Dreamcatcher o Dream Catcher) è uno strumento spesso associato agli indigeni del Nord America, soprattutto alle tribù Cheyenne e Lakota, che vivevano in luoghi molto vicini tra loro (gli attuali stati del Wyoming, Dakota del Nord e Dakota del Sud). Pare inoltre che siano stati rinvenuti frammenti di scacciaincubi risalenti al 300 a.C. anche nel Sud dell'India (da non confondersi con i territori pellerossa).

## Significato
In realtà, nelle tribù indiane e americane, il nostro cosiddetto "acchiappasogni" aveva ben altri significati. Veniva posto fuori dalle tende come segnale per informare i visitatori del villaggio, o comunque i "residenti", riguardo alla professione praticata in modo eccellente da chi abitava nella tenda (es. uomo di medicina, guerriero, cacciatore, ecc.). Ogni oggetto era diverso nei colori, nelle piume e per la disposizione delle "perline" all'interno della trama di fili, tutti elementi variabili a seconda della professione che esso doveva rappresentare.
Dopo l'invasione delle Americhe, l'acchiappasogni fu interpretato, nella cultura occidentale, come un oggetto che serviva ad allontanare sogni molesti o che comunque non aiutavano la crescita spirituale del possessore. Si dice che venisse donato alla nascita a ogni bambino, che lo conservava per tutta la vita.
L'acchiappasogni è composto da un cerchio esterno in legno flessibile (ad esempio, in salice) che rappresenta il ciclo della vita e l'universo, una rete con perline, che trattiene i sogni positivi, i quali possono tornare alla mente durante la giornata per dare il loro messaggio mentre i sogni "negativi" vengono risucchiati dal buco centrale e restituiti all'Universo. Questo perché l'acchiappasogni è un "dono" della donna Ragno, e così come la tela del ragno trattiene ciò che al ragno è necessario per vivere, così l'acchiappasogni trattiene i sogni che ci possono dare delle informazioni. La forma a spirale della "rete" può inoltre "acchiappare" informazioni o messaggi utili che arrivano dall'aria. Le piume, secondo la leggenda Cheyenne simboleggiano l'aria e il volo degli uccelli.

## Opere correlate
- L'acchiappasogni, romanzo di Stephen King del 2001
- L'acchiappasogni, è un film del 2003 diretto da Lawrence Kasdan, adattamento cinematografico dell'omonimo romanzo di Stephen King del 2001